# Leonard Darwin
Leonard Darwin
(Down House, 15 de enero de 1850 - Forest Row, 26 de marzo de 1943) fue un político, militar y economista británico, hijo del naturalista Charles Darwin. Era defensor de la eugenesia y fue el mentor de Ronald Fisher y presidente de la Royal Geographical Society entre 1905 y 1911.
Leonard Darwin defendió la eugenesia, aunque rechazó la idea de eliminar a los individuos inferiores. Escribió diversos libros sobre el tema, en medio de un importante movimiento sobre la materia en Inglaterra. Ayudó a Ronald Fisher académicamente, sentimentalmente e incluso económicamente.

## Obras
- The Need for Eugenic Reform (Londres: Murray, 1926)
- What is Eugenics? (Londres: Watts & Co, 1928)
- ¿Qué es la Eugenesia? (Madrid: Morata, 1930)